# Santiago Dexeus i Trias de Bes
Santiago Dexeus i Trias de Bes   (Barcelona, 22 de juliol de 1935 - Madrid, 12 d'abril de 2024) fou un metge ginecòleg català, fill de Santiago Dexeus i Font i germà de Josep Maria Dexeus i Trias de Bes.

## Biografia
El 1959 es llicencià en medicina a la Universitat de Barcelona i el 1963 s'especialitzà en Obstetrícia i Ginecologia. El 1967 obtingué el Doctorat en Ginecologia i Obstetrícia amb Premi Extraordinari per la Universitat de Madrid amb la tesi doctoral Discariosis.
Inicià la seva vida professional com a metge intern resident a l'Institut de Maternitat Provincial de Barcelona i després és metge becari al St. Mary's Hospital de Manchester (1961), a la Maternitat Universitària de Ginebra (1962), al Laboratoire d'Hispatologie, a l'Hospital de Créteil i al de Broca –tots a París (1962-1963)– i al Policlínic Careggi de la Facultat de Medicina de Florència (1964).
El 1965 tornà a Barcelona ja com a metge adjunt de la Maternitat de Barcelona i després fou director del departament d'Oncologia i Maternitat entre els anys 1967 a 1972.
Santiago Dexeus aportà a la ginecologia espanyola una sèrie de fites científiques que van canviar el panorama de l'especialitat en diversos aspectes com el diagnòstic precoç del càncer, la colposcòpia, la cirurgia oncològica, la primera laparoscòpia ginecològica i la mastologia. Des de l'Institut fou un dels pioners en la defensa del dret de la dona a l'ús de la píndola anticonceptiva i de la fecundació in vitro. El 1984 va dirigir l'equip que va aconseguir el naixement del primer nadó proveta a Espanya i que va néixer el 1985.
Va ser codirector de la revista mensual Progresos de Obstetricia y Ginecología i membre del comitè editorial de les revistes científiques nacionals i internacionals Acta Ginecológica, Toko-Ginecología Práctica, The Cervix, European Journal of Obstetrics and Gynecology and Reproductive Biology i CME Journal of Gynecologic Oncology. També fou membre del comitè editorial de la revista científica ASCCP's Journal of Lower Genital Tract Disease.
El 1973 va fundar el l'Institut Universitari Dexeus i en va esdevenir director del Departament de Ginecologia i Obstetrícia i president del Consell d'Administració fins al 2004, quan la gerència el va expulsar per discrepàncies greus. El 2008, després d'un llarg plet legal, va ser destituït de la seva activitat mèdica a l'Institut Universitari Dexeus i obligat a transmetre les seves accions del Consultori Dexeus (societat professional gestora del Departament de Ginecologia i Obstetrícia de l'Institut Dexeus), en virtut dels acords vigents entre els socis, que estableixen la jubilació forçosa als 65 anys. Encara que el ginecòleg va recórrer judicialment, la demanda va ser arxivada.
El 2010, amb el seu fill Damián Dexeus, va fundar un nou consultori, Somdex Ginecologia, a la clínica Tres Torres de Barcelona. El 2016 Dexeus pare i fill, en associació amb aquesta clínica i el doctor Francisco Carmona, van obrir Women's Health Institute, un centre especialitzat en salut de la dona. Després d'un temps en què va haver de refer-se d'aquell daltabaix, tornà a reprendre la seva activitat. Fou fundador i vicepresident de la Fundació Escuela Dexeus des del 2010 i director del Centre Ginecològic Somdex des del 2011. Fou fundador i vicepresident de la Fundació Somdex.
També va ser director científic en les exposicions Mujer: Un cuerpo, una vida a Barcelona en el 2007 i a Valencia el 2008, i a XXI: Un futuro en femenino, primer a Madrid el 2012 i a Barcelona el 2013.

## Família
Santiago Dexeus era fill de Santiago Dexeus i Font, net de Joan de Déu Trias i besnet de Frederic Trias. Era germà de Josep Maria Dexeus.
Era també nebot de Josep Maria Trias de Bes i Giró i cosí germà de Joan Sardà i Dexeus i de Josep Maria Carreras i Dexeus, així com oncle valencià de Xabier Añoveros, Julio Añoveros, Josep Maria Trias de Bes i Serra, Francesc Tusquets i Carles Tusquets.

## Docència
Va ser professor de la Facultat de Medicina de la Universitat Autònoma de Barcelona des de 1998 fins al 2008 i va dirigir la Càtedra d'Investigació en Obstetrícia i Ginecologia de la Facultat de Medicina de la Universitat Autònoma de Barcelona. Va ser ponent a la Universitat de Chicago el 1986, convidat per l'American Society of Colposcopy and Cervical Pathology, a la Universitat Harvard a l'abril del 1986, i a la Universitat de Miami el 1985 convidat per la Pelvic Surgeons Society. Fou membre numerari de la Reial Acadèmia de Medicina de Catalunya i de la Reial Acadèmia de Doctors.

## Trajectòria política
A les eleccions dels anys 1980 fou candidat del Centro Democrático y Social d'Adolfo Suárez al Senat d'Espanya, però no fou escollit.

## Honors, distincions i reconeixements

### Honors, distincions i reconeixements en societats científiques
- Membre numerari de la Reial Acadèmia de Medicina de Catalunya i de la Reial Acadèmia de Doctors de Catalunya.
- Fou membre del Consejo Asesor de Sanidad i membre del Comité de Estudios
- Membre de la Sociedad Española de Ginecología y Obstetricia (SEGO), i de la Secció d'Oncología i Patología Mamaria d'aquesta Sociedad.
- Membre de l'Acadèmia de Ciències Mèdiques de Catalunya i Balears (1960)
- Membre Numerari de la Sociedad Española de Ginecología y Obstetricia (1960).
- Secretari de l'Associació d'Obstetrícia i Ginecologia (Acadèmia de Ciències Mèdiques de Catalunya i Balears) (1962 - 1964)
- Doctorat en Ginecologia i Obstetrícia amb Premi Extraordinari per la Universitat de Madrid amb la tesi Discariosis (1967)
- Membre de l'Acadèmia de Doctors del Districte Universitari de Barcelona, 1968.
- Membre Fundador de l'Acadèmia Internacional de Citologia, 1973.
- Soci fundador de la Sociedad Española de Oncología, 1970.
- Membre de la Federació Internacional de Ginecologia i Obstetricia, 1978.
- Membre de l'Acadèmia Internacional de Citotecnologia, Comité de Registre i Ensenyança (1971-1982).
- Membre de la Societat Internacional per a l'Estudi de les Malalties de la Vulva, 1983.
- President de la Sociedad Española de Patología Cervical y Colposcopia (1991–1993).
- Doctor Honoris Causa per la Universitat de Coimbra, Portugal (febrer de 1996)
- Acadèmic Corresponent de la Reial Acadèmia de Medicina de Catalunya (juny 1996)
- Membre d'Honor del American College of Surgeons (octubre de 1996)
- Membre del Comité Asesor en Oncología de la FIGO (International Federation of Gynecology and Obstetrics), 1997.
- Membre del Comitè Científic de la Societat Internacional de Bioètica d'Astúries SIBI (1997).
- Membre d'Honor del American College of Obstetricians and Gynecologists(1999)
- Gran Cruz del Orden Civil de Sanidad (juliol 1999)[8]
- Membre d'Honor de la Societat Catalana d'Obstetrícia i Ginecologia (maig 2000)
- Membre d'Honor de l'Institut Medicofarmaceútic de Catalunya (juny 2000)
- Membre d'Honor de la Hungarian Society of Gynaecological Oncologists (2001)
- President de la Comissió Nacional d'Obstetrícia i Ginecologia (1992-2002)
- President de la IFCPC (2000-2002)
- Membre d'Honor de les Societats Argentina, Brasilera, Italiana i Mexicana de Patologia Cervical i Colposcòpia.
- President Honorari de la European Society of Gynaecological Oncology.
- President d'Honor de la Societat Espanyola de Citologia.
- Membre de la Comisión Nacional de Reproducción Asistida (2003)
- Concessió de la Founders' Medal of the British Society of Colposcopy and Cervical Pathology (novembre de 2005)
- Membre d'Honor de la Society of Colposcopy and Cervical Pathology of Singapore (SCCPS) (març 2006)
- Concessió de la Medalla de la Jagiellonian University (Cracovia, novembre 2006)
- President de la Société Francophone de Chirurgie Pelvienne i la International Federation of Cervical Pathology and Colposcopy (2005 a 2007).
- Membre d'honor de la Societat Espanyola de Ginecologia i Obstetrícia (2009)
- Mestre de la Ginecologia Catalana (2009)
- Diploma de Membre de Mèrit de l'Institut Barraquer (març de 2010)
- Medalla Mèrit Acadèmic del Bicentenari atorgat per The World Forum of Gynaecological Oncology a Toluca, Mèxic (setembre de 2010)
- Placa de Reconeixement atorgada pel Govern de l'Estat de Mèxic (setembre de 2010)
- Guardó a l'excel·lència mèdica i mèrit acadèmic, atorgat per l'Associació Nacional de Metges Mexicans (setembre 2010)
- President de l'European Federation of Colposcopy (2007-2010)

### Honors, distincions i reconeixements civils
- Fou membre de la Comissió Internacional de la Cultura Catalana
- Ciutadà d'Honor de la ciutat de Tolosa de Llenguadoc.
- Gran Creu del Mèrit Civil en Sanitat (1999), atorgada pel rei Joan Carles d'Espanya
- Medalla d'Or al Mèrit en el Treball (gener 2004), concedida per l'Estat espanyol[9]
- Medalla del President Francesc Macià (octubre de 2006) atorgada pel Govern de la Generalitat
- Creu de Sant Jordi a l'abril de 2009), màxima distinció civil de Catalunya, atorgada també per la Generalitat de Catalunya.

## Obres
Va ser autor de 14 llibres sobre ginecologia, alguns d'ells traduïts a diversos idiomes, 17 de divulgació mèdica i coautor de 7 llibres científics. També va escriure més de 116 escrits científics, a més d'altres de divulgació mèdica i aportacions en premsa no especialitzada.
- Anticonceptivos y control de natalidad (1977)
- Anticoncepción (1986)
- Psicofarmacos y función sexual (2000)
- La mujer, su cuerpo y su mente: Guía de psicología, sexualidad y ginecología (2001)